# Бахти Герай
Бахти Герай (крым. Bahti Geray, بختى  відомий також як Делі-султан (Скажений султан; пом. Т1729) — кубанський сераскір (1699–1710, 1713–1726), нуреддин (1709) і калга (1709–1713), старший син кримського хана Девлета II Герая.

## Біографія
У 1699 році Девлет II Ґерай, який вперше зайняв ханський престол, призначив свого старшого сина Бахти Герая сераскером Кубанської орди. В 1709 Девлет II, який вдруге зайняв ханський престол, призначив Бахти Герая нуреддином. У тому ж 1709 після конфлікту хана Девлета II Герая зі своїм братом і калгою Саадетом Гераєм Бахти Герай був призначений калгою-султаном. Нуреддином став Бахадир Герай, молодший брат Бахти Герая. Посаду калги Бахти Герай обіймав з 1709 по 1713 рік.
У 1711 році під час російсько-турецької війни калга-султан Бахти Герай зробив невдалий набіг на південноруські землі і був зупинений калмицьким ханом Аюкою. У відповідь російське командування вирішило повністю знищити Кубанську орду та організувало великий каральний похід на Кубань. Наприкінці серпня — початку вересня 1711 року російські війська і 20-тисячна кіннота калмиків під командуванням астраханського губернатора П. М. Апраксіна вторглися у володіння Кубанської орди. Істотне сприяння російським надали кабардинці, які розгромили загони нуреддин-султана і не допустили приєднання до кубанців інших ногаців, кочували у верхів'ях Кубані. Калга-султан Бахти Герай, який очолив об'єднані сили кубанських ногайців, зазнав поразки на річці Чале у вересні 1711 року. Російсько-калмицькі війська методично знищували ногайські улуси на Кубані. Понад 16 тисяч кубанців було вбито, а близько 22 тисяч полонено. Калмики захопили 2 тис. голів верблюдів, 40 тис. коней та майже 200 тис. голів великої рогатої худоби. Все Прикубання було повністю спустошено та розорено.
1713 р. після усунення від престолу хана Девлета II Герая і призначення на ханський трон його молодшого брата Каплана I Герая царевич Бахти Герай втратив посаду калга-султана. Він утік із Криму до Черкесії, а звідти перебрався до Кубанської орди, де оголосив себе новим сераскером, не отримавши дозволу від нового кримського хана Каплана Герая. Незабаром до Бахти Герая приєднався колишній нуреддін та молодший брат Бахадир Герай. З цього часу Бахти Герай отримав прізвисько «Делі-султан» («шалений» або «шалений» султан).
Знову опинившись на Північно-Західному Кавказі, Бахти Герай насамперед домагався підпорядкування кубанських ногайців. Спочатку він розорив улуси кубанських мурз, які заявили про свою лояльність до нового кримського хана Каплана Герая (1713–1716), і почав винищення знаті родових відгалужень кубанських ногайців — каса-улу та каспулат-улу. Бахти Герая підтримали ногайські пологи Орак-оглу на чолі з мурзами Арслан-беєм, Юсуфом та Сумахом.
Потім сераскер вирішив збільшити кількість населення Прикубання, спустошеного походом П. М. Апраксіна у 1711 році.

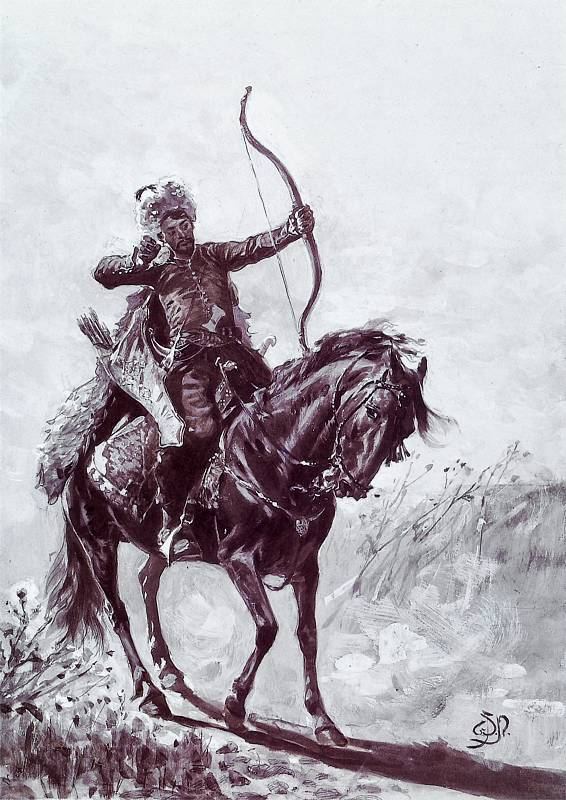
Кримськотатарський вершник

З 1713 почалася серія кровопролитних зіткнень загонів Бахти Герая з калмиками. На початку 1715 року кубанський сераскир Бахти Герай здійснив успішний набіг на калмиків під Астраханню, розорив ставку Аюкі-хана. Бахти Герай вивів з Калмикії в Прикубання 1220 кибиток юртівських татар, а також інших ногайців, кочували в пониззі Волги. На Кубань було переведено улуси Ель-мурзи та Султан-Мамбет-мурзи Тінбаєвих у кількості близько тисячі кибиток. З Калмикії було виведено всіх єдисанців і джембуйлуківців (10300 кибиток). Таким чином, «улус» Бахти-Гірея на Кубані збільшився на понад 60 тис. людей.
В 1716 проти Бахти Герая виступив його дядько і калга-султан Менглі Герай, який прибув до Кубанської орди за наказом хана Каплана I Герая. На його бік перейшли китаї-кіпчакські мурзи. Тоді ж кабардинці захопили частину єдисанців та джембуйлуківців та передали їх калмикам. На бік калги Менглі Герая навіть перейшли козаки-некрасівці, незадоволені самовладдям Делі-султана. Під час військових дій калга Менглі Герай зміг перевести частину єдисанців та джембуйлуківців у Крим та на Дніпро.
Бахти Герай уклав угоду з калмицьким ханом Аюкою, обіцяючи йому повернути всіх єдисанців та джембуйлуківців в обмін на допомогу у боротьбі з китаями-кіпчаками. У 1717 році до Прикубання прибув Чакдор-Джаб, старший син і співправитель Аюкі-хана, з великим калмицьким військом. Чакдор-Джаб розорив китаї-кіпчакські улуси та вивів із Кубані єдисанців та джембуйлуківців. Під час походу Чакдор-Джаб зустрічався із кубанським сераскиром Бахти Гераєм «в урочищі Кубанському містечку Мажорі», залишивши йому 170 калмицьких воїнів.
Влітку 1717 року кубанський сераскер Бахти Герай здійснив великий руйнівний похід на південні російські прикордонні землі. У поході брали участь брати Бахти Герая — Аджи Герай, Белгі Герай та Інам Герай. Бахти Герай виступив на чолі кубанської орди, турецьких, черкеських та азовських загонів, з ними були 200 козаків-некрасівців та 200 калмиків Аюкі-хана. Татарські загони, практично не зустрічаючи опору, розорили околиці Царицина, Пензи, Симбірська, Саратова, Інсара, Петровська та Ломова. Було взято в полон близько тридцяти тисяч людей. 11 серпня 1717 року, коли орда Бахти Герая, обтяжена здобиччю і бранцями, прямувала на Кубань, між Волгою і Доном, в урочище на р. Бедерлі, на неї раптово напали донські козаки під командуванням отамана В. Фролова. Відбулася запекла битва. Козаки змогли відбити від тисячі до півтори тисячі російських бранців, перебивши до п'ятисот кубанців.
У січні 1718 року Бахти Герай з 10-тисячним татарським військом здійснив напад на землі донських козаків, де безуспішно тримав в облозі і штурмував Черкаське місто. Донські козаки змогли відстояти свою столицю, але кубанські татари сильно розорили навколишні землі, полонивши багатьох мешканців.
Кримські хани були вкрай незадоволені самостійною політикою кубанського сераскира Бахти Герая. У травні 1718 на Кубань з Великої Кабарди з військом прибув син кримського хана Саадета IV Герая (1717–1724) — Селім Герай. Вирішальний бій відбувся на річці Кубань «у перевозу Мамет-Піреєва». 3-тисячний загін Бахти Герая був повністю розгромлений переважаючими силами кримського царевича. Сам Бахти Герай утік у гори.
Пізніше Бахти Герай примирився з кримським ханом Саадетом IV Гераєм і навесні 1721 брав участь у його військовому поході на Кабарду.
У 1723 році хан усунув Бахти Герая з посади сераскира і призначив новим сераскиром Кубанської орди сина Салаата Герая. Це усунення було пов'язано з репресіями Бахти Герая проти бунтівних ногайських мурз. Спочатку мурзи вбили молодшого брата Делі-султана, а він у відповідь наказав умертвити кілька ногайських мурз.
У 1718 — 1720 роках російський уряд побудував Царицинську сторожову лінію, яка мала захищати південні російські володіння від набігів кримських і кубанських татар.
В 1723 кримський хан Саадет IV Герай відправив проти бунтівного племінника Бахти Герая 5-тисячне татарське військо під командуванням нуреддина. Потім Делі-султан підтримав заколот кримських мурз на чолі з могутнім Джан-Теміром Ширінським проти хана Саадета IV, потім виступив проти свого іншого дядька та нового кримського хана Менглі II Герая (1724–1730). Бахти Герай звернувся за допомогою до калмицьких тайш (Дондук-Омбо, Дондук-Даші та ханші Дармабале) для боротьби з новим кримським ханом. У 1725 році з Криму на Кубань до Бахти Герая втік мурза Джан-Темір Ширинський, а незабаром за ним прибув сам хан Менглі II Герай з військом. Загони Бахти Герая та Джан-Теміра були розбиті, а вони самі бігли до Малої Кабарди. Того ж року Бахти Герай розорив Велику Кабарду.
На початку 1726 Бахти Герай знову почав боротьбу за владу на Кубані, вдавшись до допомоги калмиків. Деякі калмицькі тайші, які не визнавали владу хана Церен-Дондука, відкочували зі своїми улусами на Кубань. Звідти вони разом із ногайцями Бахти Герая робили набіги на турецькі володіння. Лише 1726 року калмики здійснили з Бахти Гераєм кілька рейдів під турецьку фортецю Азов.
Того ж року Бахти Герай, рятуючись від переслідувань кубанського сераскира Салаата Герая, утік до абазинів. Влітку 1726 року Бахти Герай вийшов із Абазинських гір і рушив на Волгу, щоб з'єднатися з калмицькими союзниками. Разом із ними Бахти Герай здійснив новий набіг під Азов, запропонувавши своєму супернику Салаату Гераю укласти мирний договір. Однак Салаат Герай вирішив покінчити з Бахти Гераєм і в березні 1727 вирушив у похід на калмиків, але зазнав невдачі. 1728 року Бахти Герай, заручившись підтримкою калмиків, уклав угоду з Салаатом Гераєм — «одному проти іншого не воювати». Незабаром сераскир Салаат Герай поступився Бахти Гераю і втік до Черкесії.
Навесні 1729 року Бахти Герай загинув, за деякими даними, під час невдалого походу нового кубанського сераскира Імеата Герая на Кабарду.
За іншими даними, обставини його загибелі були інші. Згідно з відомостями, що надійшли до Військової колегії, навесні 1729 р. Бахти-Герай з невеликим загоном вирушив до темиргоївців — «для взяття від них звичайної данини, які черкеси давали йому … в данину тисячу ясирів». Вночі черкеси напали на його табір і вбили разом із братом, кубанським сераскером. Ця подія стривожила азовського пашу, який відправив своїх посланців до черкесів. Посланці підтвердили загибель султанів від рук «Теміргонських черкесів», дізнавшись, що їхні тіла копильські татари взялися доставити «для відома до Криму».

## Нащадки
Сини: 
- Селім Ґерая, кубанський сераскер 1735—1745 роках;
- Саадет Ґерай, калга 1758—1762/1763 років;
- Гази Ґерай успадкував титул кубанського сераскера, був союзником хана Шагін Ґерая;
- донька, дружина Єнгіс Ґерая, сина султана Мамат Ґерая
  - Онук — Султан Арслан-Ґерай, кубанський сераксер, брав активну участь у війні проти Російської імперії у 1787—1791 роках.
    - Праонук — Султан Менглі Ґерай, султан ногайців-наврузців, 1790 року перейшов на службу до Російської імперії, генерал-майор